# RAW (format audio)
Pour les articles homonymes, voir RAW.
En audio numérique, on parle de fichier RAW (brut en anglais) pour désigner un fichier contenant pour seule donnée un flux audio non compressé.
Le fichier RAW est ainsi dépourvu de toute métadonnées y compris de métadonnées techniques, indispensables au bon décodage du flux. Par conséquent, la lecture d'un fichier RAW ne pourra s’effectuer qu'à la condition de renseigner le lecteur avec ces informations.
Le fichier RAW peut contenir un flux PCM, IEEE 754 ou ASCII[réf. nécessaire].

## Décodage
Dans le cas d'un flux audio PCM, le lecteur devra avoir connaissance de la fréquence d'échantillonnage, la résolution de quantification, l'endianness et du nombre de canaux pour décoder correctement le flux. Ces informations devront généralement être renseignées par l'utilisateur.
Ces informations sont normalement embarquées dans les métadonnées des fichiers WAV ou AIFF et ne représentent que quelques octets. Ainsi l'emploi d'un fichier RAW en comparaison d'un fichier WAV ne présente que très peu d’intérêt (une différence de taille d'environ 44 octets) et une contrainte majeure, l’absence de métadonnées permettant le décodage.

## Extension
Le format de fichier RAW n'est défini par aucun standard, et pour cause: il n'y a rien à définir ! 
Ainsi, les extensions rencontrées les plus courantes sont .raw ou .pcm, mais on pourra très bien stocker un flux audio dans un fichier sans extension.